# Chlorophyceae
Classe
Les Chlorophyceae (Chlorophycées) sont une classe d'algues vertes de la division des Chlorophyta. Le mot associe les racines grecques χλωρός [khlôros] (vert) et φύκος [phucos] (algue).
Au fil de l'histoire de la phycologie, la composition de ce groupe s'est profondément modifiée et réduite. Dans son acception scientifique la plus récente, celle de 1994 de Christensen, les Chlorophyceae sont une classe de l'embranchement des Chlorophyta et comprennent essentiellement des algues vertes d'eau douce, majoritairement unicellulaires.
Cependant certaines publications font encore référence à une définition plus large des Chlorophyceae, qui recouvre alors la même réalité que les Chlorophyta.
Enfin, dans un langage plus courant, le terme de « chlorophycées » reste parfois employé pour désigner les algues vertes d'une manière très générale.

## Évolution historique

### LesChlorophyceae«au sens de» Kützing, 1845
Le terme Chlorophyceae fut inventé par Friedrich Traugott Kützing et parut en 1845 dans son ouvrage Phycologia germanica.
Kützing y répartit les algues en deux classes : les Isocarpeae, elles-mêmes composées des Diatomeae d'une part et des Chlorophyceae d'autre part, et les Heterocarpeae qui correspondent aux algues rouges. Il définit ainsi les Chlorophyceae : « des algues dont le thalle est formé de cellules mucilagineuses ou amylacées au contenu principalement de couleur verte ».
La division des Chlorophyceae englobe alors toutes les algues vertes ainsi que les actuelles Cyanophycées et Phéophycées, mais l'emploi du terme dans ce sens ne perdure pas car, dès 1849, Kützing lui-même, dans Species algarum, renomme la « division des Chlorophyceae » en « sous-classe des Malacophyceae ».

### LesChlorophyceae«au sens de» Warming, 1884
En 1884, dans son manuel de botanique (Haandbog i den systematiske Botanik), le botaniste danois Eugenius Warming redéfinit les Chlorophyceae comme l'une des six classes de la sous-lignée des algues. Elles correspondent alors effectivement à l'ensemble des algues vertes.
Pour ce taxon, au lieu de « Chlorophyceae Warming », l'auteur indiqué est parfois Nordal Wille (« Chlorophyceae Wille », ou plus précisément « Chlorophyceae Wille in Warming ») car Warming, dans son manuel, déclare avoir repris l'organisation des algues vertes proposée par Wille. Les trois appellations correspondent cependant bien à une seule et même référence.
Cette définition des Chlorophyceae, simple à appréhender, est devenue assez populaire. Elle subsiste dans certains dictionnaires et bases taxinomiques.
À la fin du XXe siècle, avec les progrès des connaissances sur la phylogénie des algues, les Chlorophyceae ont été vidées d'un ensemble de familles qui se sont révélées plus proches des plantes terrestres que des autres algues vertes. Ces transfuges, comme les Characeae, les Zygnemataceae, … ont ainsi rejoint l'infra-règne des Streptophyta tandis que les Chlorophyceae restantes se sont retrouvées constituer la classe unique de l'infra-règne des Chlorophyta.

### LesChlorophyceae«au sens de» Christensen, 1994
Au sein des Chlorophyta, plusieurs classes furent finalement distinguées. Parfois certaines dissociations ne furent que temporaires, ce qui entraînait le risque que le terme « Chlorophyceae » disparaisse définitivement car une règle de nomenclature était désormais établie qu'un phylum devait tirer son nom d'un genre-type.
Tyge Ahrengot Christensen proposa alors, en 1994, que les Chlorophyceae soient redéfinies comme une classe d'algues à chlorophylle b dont le type serait le genre Chlorococcum.
En ce sens, la définition de Christensen ne rend pas compte d'un périmètre d'extension de la classe mais elle permet simplement de sauvegarder l'appellation. Ce sont en revanche les travaux de Stewart et Mattox en 1975 qui ont réduit ce périmètre à son expression actuelle.
La classe des « Chlorophyceae T.A.Chr » constitue un groupe monophylétique parmi les Chlorophyta. Elle est actuellement composée principalement d'espèces d'eau douce qui peuvent être unicellulaires, coloniales ou filamenteuses. C'est numériquement la classe d'algues vertes la plus importante, elle compte plus de 2 000 espèces différentes.

## Caractérisation
L'observation macroscopique ou même microscopique classique ne fournit pas d'éléments permettant de caractériser de manière totalement discriminante les Chlorophyceae. Les caractères dérivés propres concernent la configuration du corpuscule basilaire (un élément à la base des flagelles des cellules mobiles) et le métabolisme de dégradation de l'urée qui est assurée par une urée-amydolyase (alors que chez les Streptophyta et les autres Chlorophyta, l'enzyme concernée est une uréase).

### Quelques exemples d'espèces ou de genres deChlorophyceae

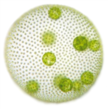
Volvox carteri
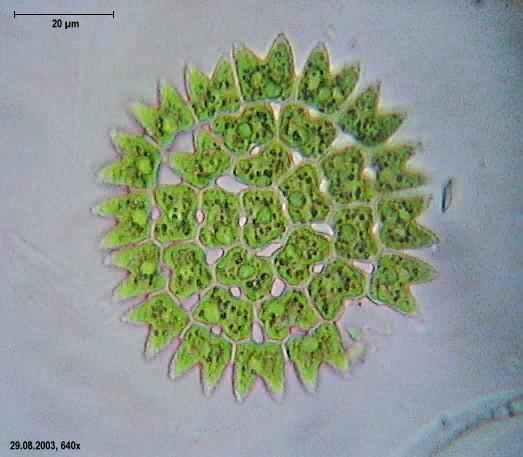
Pediastrum duplex
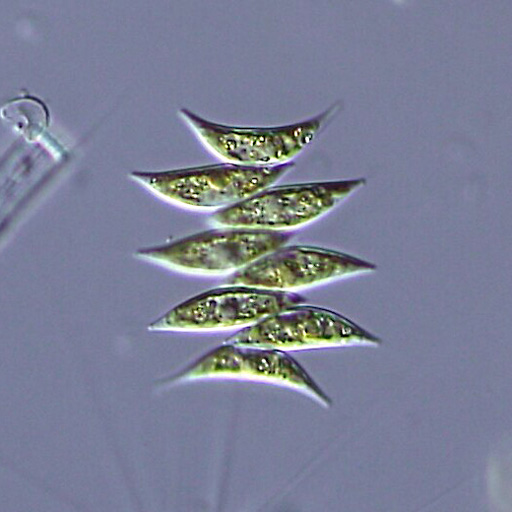
Scenedesmus dimorphus (en)
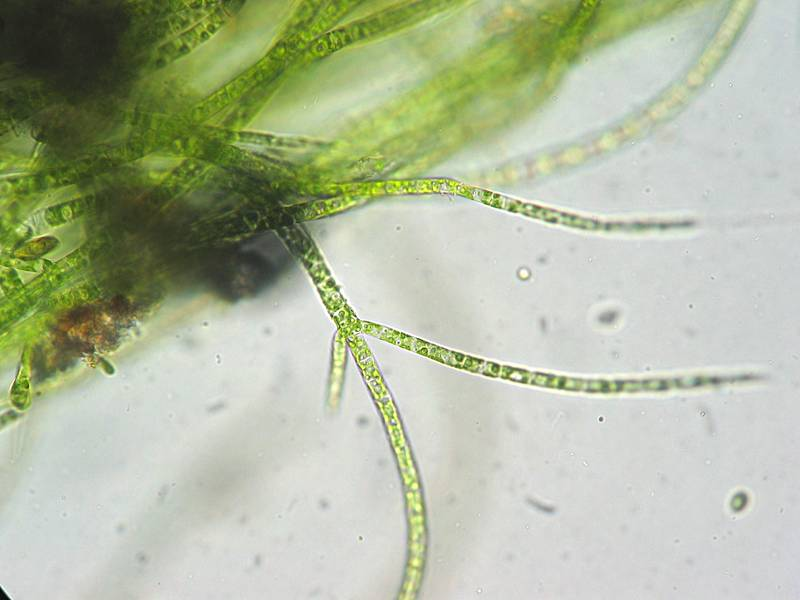
Stigeoclonium sp.

## Liste des sous-taxons
Selon AlgaeBase (1 mai 2013) :
- ordre des Chaetopeltidales (en) C.J.O'Kelly, S.Watanabe, & G.L.Floyd
- ordre des Chaetophorales Wille
- ordre des Chlamydomonadales F.E.Fritsch
- ordre des Chlorophyceae incertae sedis
- ordre des Oedogoniales (en) Heering
- ordre des Sphaeropleales Luerssen

Selon ITIS (1 mai 2013) :
- ordre des Chaetopeltidales
- ordre des Chaetophorales
- ordre des Chlorococcales
- ordre des Chlorocystidales (en)
- ordre des Microsporales
- ordre des Oedogoniales (en)
- ordre des Sphaeropleales
- ordre des Tetrasporales (en)
- ordre des Volvocales

Selon NCBI (1 mai 2013) :
- ordre des Chaetopeltidales
  - famille des Chaetopeltidaceae
- ordre des Chaetophorales
  - famille des Aphanochaetaceae
  - famille des Chaetophoraceae
  - famille des Schizomeridaceae
  - non-classé Chaetophorales incertae sedis
- ordre des Chlamydomonadales
  - famille des Asteromonadaceae
  - famille des Astrephomenaceae
  - famille des Characiochloridaceae
  - famille des Characiosiphonaceae
  - famille des Chlamydomonadaceae
  - famille des Chlorococcaceae
  - famille des Dunaliellaceae
  - famille des Golenkiniaceae
  - famille des Haematococcaceae
  - famille des Phacotaceae
  - famille des Spondylomoraceae
  - famille des Tetrabaenaceae
  - famille des Volvocaceae
  - non-classé Chlamydomonadales incertae sedis
- ordre des Chlorosarcinales (en)
- ordre des Oedogoniales
- ordre des Phaeophilales
  - famille des Phaeophilaceae
- ordre des Sphaeropleales
  - famille des Bracteacoccaceae
  - famille des Hydrodictyaceae
  - famille des Neochloridaceae
  - famille des Scenedesmaceae
  - famille des Selenastraceae
  - famille des Sphaeropleaceae
  - non-classé Sphaeropleales incertae sedis
- ordre des Tetrasporales
  - famille des Hypnomonadaceae
  - famille des Palmellaceae
  - famille des Tetrasporaceae
  - non-classé Tetrasporales incertae sedis
- non-classé Chlorophyceae incertae sedis
  - famille des Microsporaceae
  - famille des Treubariaceae

Selon Paleobiology Database (1 mai 2013) :
- Anatoliporaceae
- Dascladales
- Paleosiphonocladales
- Receptaculitidae

Selon World Register of Marine Species (1 mai 2013) :
- ordre des Acrosiphoniales
- ordre des Caulerpales
- ordre des Chaetopeltidales
- ordre des Chaetophorales
- ordre des Chlorococcales
- ordre des Chlorocystidales
- ordre des Chlorophyceae incertae sedis
- ordre des Codiales
- ordre des Dunaliellales
- ordre des Microsporales
- ordre des Oedogoniales
- ordre des Phaeophilales
- ordre des Sphaeropleales
- ordre des Tetrasporales
- ordre des Volvocales